# Флэннери, Кевин
Кевин Флэннери (англ. Kevin Flannery, род. 8 декабря 1950, Кливленд, Огайо) — католический философ-моралист, писатель и профессор истории античной философии в Папском Григорианском университете. Он вступил в Общество Иисуса в 1977 году. С 2002 года он работал консультантом Священной Конгрегации доктрины веры.
Он был членом Папской академии Святого Фомы Аквинского с 2004 года и в прошлом был президентом Американской католической философской ассоциации. Он был назначен заведующим кафедрой иезуитского образования Крейтона Анны и Дональда Уэйта на 2020–2021 учебный год.

## Книги
- Ways into the Logic of Alexander of Aphrodisias
- Christian and Moral Action and Action
- Character According to Aristotle: The Logic of the Moral Life
- Cooperation with Evil: Thomistic Tools of Analysis.